# Feliks Jarocki
Feliks Paweł Jarocki (født 14. januar 1790 i Pacanów, død 25. marts 1865 i Warszawa) var en polsk zoolog og entomolog.

## Biografi
Jarocki var doktor i de frie kunster og filosofi. Han oprettede og ledte fra 1819 til 1862 Det Zoologiske Kabinet (en samling dyreeksemplarer) ved Warszawas Kongelige Universitet. Samlingen var baseret på baron Sylwiusz Minckwitz’ samling, der indeholdt mere end 20.000 eksemplarer. Jarocki udbyggede samlingen ved hjælp af opkøb og videnskabelige ekspeditioner til det østlige Polen og Ukraine. Han anskaffede også mange vigtige bøger til det zoologiske bibliotek. Da han gik på pension, rummede den zoologiske samling 65.690 eksemplarer, og biblioteket havde 2.000 bøger. Han blev afløst af Władysław Taczanowski.
I 1821 skrev Jarocki værket Zoologia czyli zwierzętopismo ogólne podług naynowszego systemu ułożone.
I september 1828 ledsagede han den 18-årige Frédéric Chopin på en rejse til Berlin.

## Eksterne links
- Polish Academy of Sciences Arkiveret 29. september 2010 hos  Wayback Machine